# Paris Theater
O Paris Theater é um cinema de arte em Manhattan, Nova Iorque. Inaugurado em 1948, o cinema destacou-se por exibir filmes de arte e estrangeiros. Desde 2019, é gerido pela Netflix, exibindo grandes lançamentos e programação variada.